# Grand Prix automobile du Japon 2011
GP précédent GP suivant
Le Grand Prix automobile du Japon 2011 (2011 Formula 1 Japanese Grand Prix), disputé le 9 octobre 2011 sur le circuit de Suzuka, est la 854e épreuve du championnat du monde de Formule 1 courue depuis 1950 et la quinzième manche du championnat 2011. Il s'agit de la vingt-septième édition du Grand Prix du Japon comptant pour le championnat du monde, la vingt-troisième disputée à Suzuka.
L'Allemand Sebastian Vettel, champion du monde en titre, peut décrocher sa deuxième couronne mondiale à condition d'inscrire au moins un point à l'issue du Grand Prix. Après avoir décroché la pole position, sa douzième en quinze courses, il prend un bon départ mais est dépassé par Jenson Button à la faveur d'une vague d'arrêts aux stands. Le Britannique, seul pilote encore en lice contre Vettel pour l'attribution du titre mondial, doit obligatoirement s'imposer pour conserver une chance d'être champion. Il mène la majeure partie de la course et termine à la première place. Sur le podium, il est entouré de Fernando Alonso, pilote Ferrari, et de Vettel dont la troisième place est synonyme de deuxième titre mondial consécutif. En effet, avec 324 points sur 375 possibles, l'Allemand ne peut plus être rejoint en tête du championnat. À quatre courses de la fin de la saison, il devient le plus jeune double champion du monde de l'histoire de la Formule 1.
Chez les constructeurs, Red Bull Racing conserve la tête du championnat : avec un total de 518 points, l'écurie autrichienne n'est plus très loin d'obtenir son deuxième titre mondial consécutif. Son plus proche poursuivant, McLaren Racing, accuse en effet un retard de 130 points. À l'issue de ce Grand Prix, neuf des douze écuries en lice au championnat ont marqué des points, Team Lotus, Virgin et HRT n'étant toujours pas parvenues à ouvrir leur compteur.

## Essais libres

### Vendredi matin, séance de 10 h
| Pos. | Pilote            | Voiture            | Chrono         | Écart     |
| ---- | ----------------- | ------------------ | -------------- | --------- |
| 1    | Jenson Button     | McLaren-Mercedes   | 1 min 33 s 634 |           |
| 2    | Lewis Hamilton    | McLaren-Mercedes   | 1 min 33 s 725 | + 0 s 091 |
| 3    | Sebastian Vettel  | Red Bull-Renault   | 1 min 34 s 090 | + 0 s 456 |
| 4    | Fernando Alonso   | Ferrari            | 1 min 34 s 372 | + 0 s 738 |
| 5    | Mark Webber       | Red Bull-Renault   | 1 min 34 s 426 | + 0 s 792 |
| 6    | Jaime Alguersuari | Toro Rosso-Ferrari | 1 min 34 s 937 | + 1 s 303 |

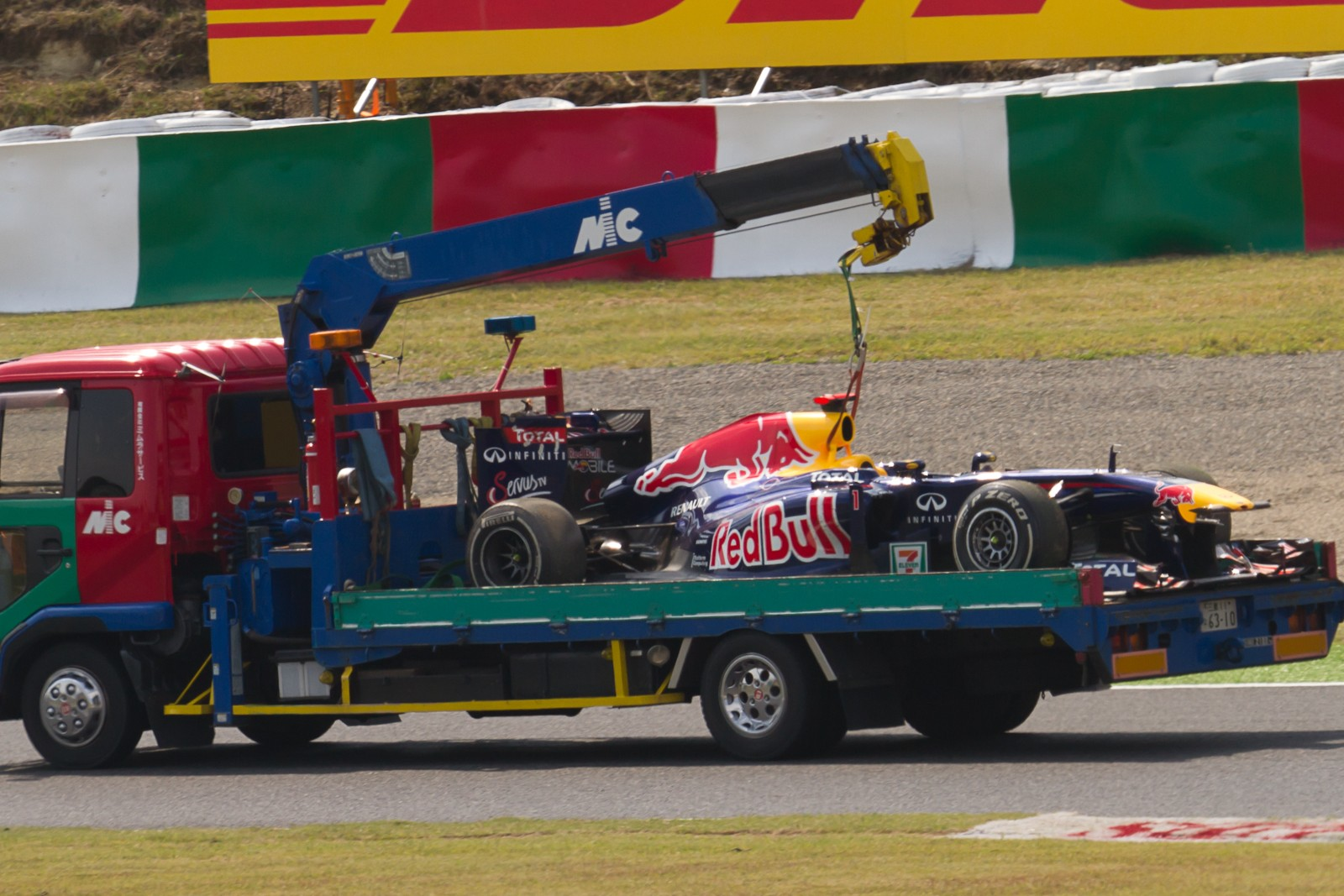
La monoplace endommagée de Sebastian Vettel est évacuée du circuit de Suzuka.

Il fait beau et chaud sur le circuit de Suzuka au départ de la première séance d'essais libres du Grand Prix du Japon : la température ambiante est de 22 °C et celle de la piste de 35 °C. Narain Karthikeyan et Daniel Ricciardo sont les premiers à signer leurs tours lancés mais Kamui Kobayashi signe le premier temps de référence en 1 min 38 s 921 « à domicile ». Kobayashi améliore en 1 min 37 s 760 avant d'être battu par Mark Webber en 1 min 36 s 194,.
Lewis Hamilton prend la tête en 1 min 36 s 110 puis entame un duel avec Fernando Alonso qui tourne en 1 min 35 s 181, Hamilton réalise alors 1 min 34 s 427, Alonso réplique en 1 min 34 s 372 et Hamilton tourne en 1 min 33 s 725. Finalement, Jenson Button réalise les deux meilleures performances de la matinée en 1 min 33 s 648 puis 1 min 33 s 634,,.
À quelques secondes de la fin de la séance, Sebastian Vettel sort de la piste dans le virage n°8 et touche légèrement le mur de pneus,,,.
- Nico Hülkenberg, pilote essayeur chez Force India, a remplacé Adrian Sutil lors de cette séance d'essais.
- Karun Chandhok, pilote essayeur chez Team Lotus, a remplacé Heikki Kovalainen lors de cette séance d'essais.

### Vendredi après-midi, séance de 14 h
| Pos. | Pilote             | Voiture          | Chrono         | Écart     |
| ---- | ------------------ | ---------------- | -------------- | --------- |
| 1    | Jenson Button      | McLaren-Mercedes | 1 min 31 s 901 |           |
| 2    | Fernando Alonso    | Ferrari          | 1 min 32 s 075 | + 0 s 174 |
| 3    | Sebastian Vettel   | Red Bull-Renault | 1 min 32 s 095 | + 0 s 194 |
| 4    | Mark Webber        | Red Bull-Renault | 1 min 32 s 147 | + 0 s 246 |
| 5    | Felipe Massa       | Ferrari          | 1 min 32 s 448 | + 0 s 547 |
| 6    | Michael Schumacher | Mercedes         | 1 min 32 s 710 | + 0 s 809 |

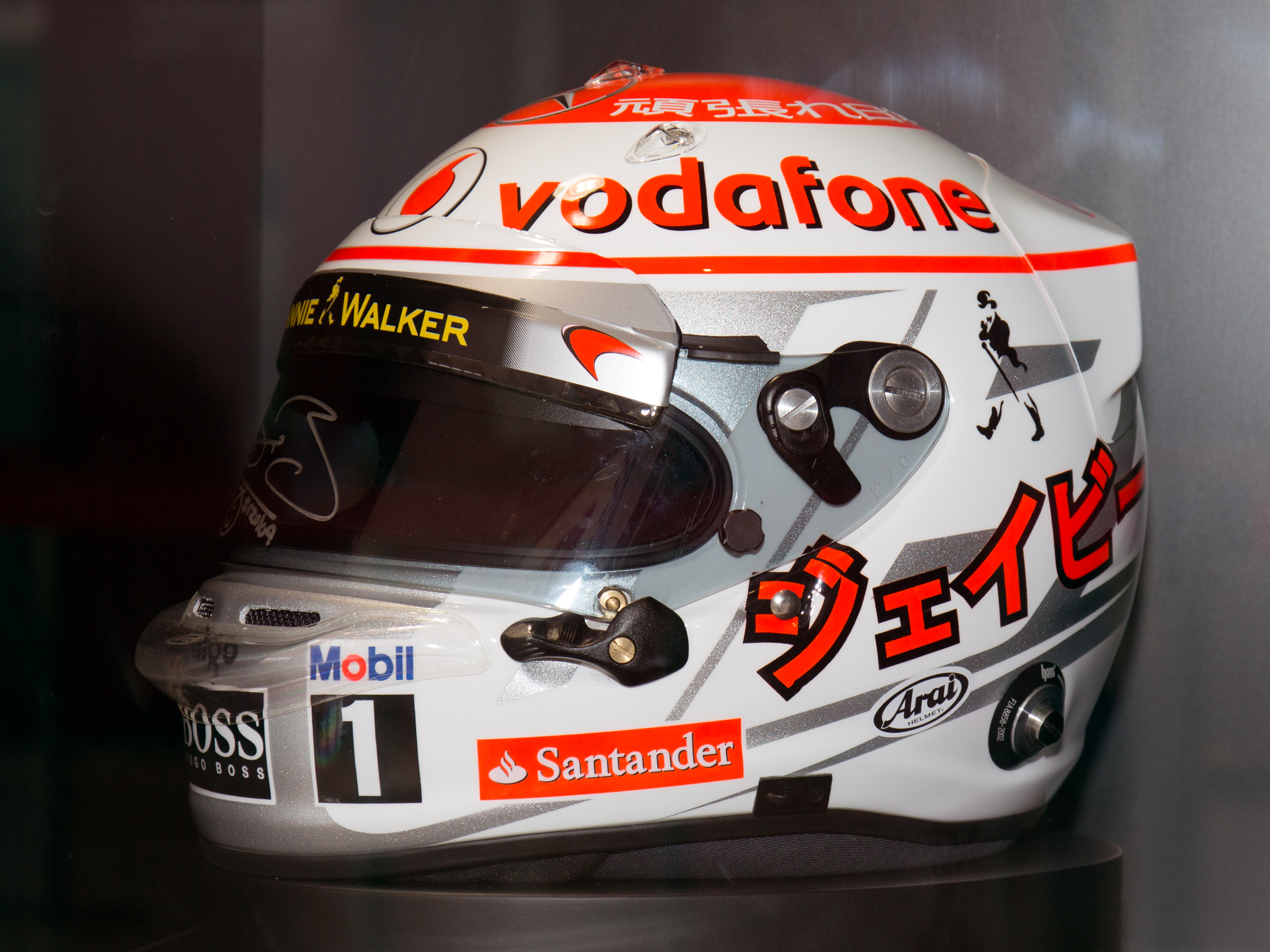
Le casque « collector » de Jenson Button pour la course de Suzuka.

La température ambiante est de 23 °C et la piste est à 37 °C au départ de la deuxième séance d'essais libres. Les pilotes s'élancent très vite en piste et Vitaly Petrov signe les premiers tours de référence en 1 min 35 s 471 et puis 1 min 35 s 339.
Jenson Button améliore en 1 min 34 s 562 puis son coéquipier Lewis Hamilton en 1 min 34 s 529. Fernando Alonso prend l'avantage à deux reprises (1 min 33 s 854 et 1 min 33 s 848), mais est rattrapé par Mark Webber (1 min 33 s 782) avant de reprendre son bien en 1 min 33 s 503,,.
À la mi-séance, Felipe Massa prend la tête du classement en 1 min 32 s 448 grâce à ses pneus tendres. Quelques minutes plus tard, son compatriote Rubens Barrichello met deux roues dans l'herbe et sort de la piste : il tape le mur de pneus mais sort indemne de sa voiture. Un peu plus tard, son équipier Pastor Maldonado abandonne, en panne sur le bord de la piste,,.
À 37 minutes du terme de la session, Fernando Alonso prend la tête en 1 min 32 s 075, lui aussi en pneus tendres. Jenson Button réalise peu après un tour en 1 min 31 s 901, le meilleur temps de la journée d'essais libres,,.
Bruno Senna est sorti de la piste mais n'a pas abîmé sa monoplace tandis que Kamui Kobayashi a évité le pire après un énorme travers : il est revenu sur la piste sans rien toucher,,.

### Samedi matin, séance de 11 h
| Pos. | Pilote           | Voiture          | Chrono         | Écart     |
| ---- | ---------------- | ---------------- | -------------- | --------- |
| 1    | Jenson Button    | McLaren-Mercedes | 1 min 31 s 255 |           |
| 2    | Lewis Hamilton   | McLaren-Mercedes | 1 min 31 s 762 | + 0 s 507 |
| 3    | Sebastian Vettel | Red Bull-Renault | 1 min 32 s 122 | + 0 s 867 |
| 4    | Fernando Alonso  | Ferrari          | 1 min 32 s 279 | + 1 s 024 |
| 5    | Mark Webber      | Red Bull-Renault | 1 min 32 s 401 | + 1 s 146 |
| 6    | Felipe Massa     | Ferrari          | 1 min 32 s 429 | + 1 s 174 |

La température ambiante est de 23 °C et celle de la piste est de 34 °C au départ de la troisième et dernière séance d'essais libres du Grand Prix du Japon. Dès l'ouverture de la piste, les pilotes s'élancent en piste afin de boucler un premier tour d'installation. Il faut attendre la fin du premier quart d'heure pour voir Pastor Maldonado signer le premier temps de référence en 1 min 41 s 979.
Jérôme d'Ambrosio améliore en 1 min 41 s 110, Sergio Pérez en 1 min 36 s 227 puis Sébastien Buemi en 1 min 36 s 210. Son coéquipier Jaime Alguersuari prend un instant la tête en 1 min 36 s 056) mais est battu par Jenson Button en deux temps (1 min 33 s 493 puis 1 min 33 s 044,,.
Bruno Senna sort alors de la piste et encastre sa Renault R31 dans le mur de pneus à la sortie du virage Spoon. Le pilote n'est pas blessé mais la direction de course interrompt la séance sur drapeau rouge pour évacuer sa voiture. L'équipe doit entamer une course contre la montre pour réparer la voiture du Brésilien dans les temps afin qu'il puisse prendre part aux qualifications. Lorsque la séance est relancée, les pilotes ont encore presque une demi-heure pour préparer la qualification de l'après-midi. Vitantonio Liuzzi tombe en panne sur le bord de la piste et les drapeaux jaunes neutralisent le secteur pendant plusieurs minutes encore,,.
À vingt minutes du terme, les pilotes commencent à monter des pneus tendres. Nico Rosberg prend alors la tête en 1 min 32 s 878 mais est battu par son coéquipier Michael Schumacher (1 min 32 s 725) puis par Button (1 min 31 s 255) dont le temps ne sera pas battu. Jenson Button devance ainsi Lewis Hamilton, Sebastian Vettel, Fernando Alonso, Mark Webber, Felipe Massa, Schumacher, Rosberg, Vitaly Petrov et Adrian Sutil,,.

## Séance de qualifications

### Résultats des qualifications

#### Session Q1

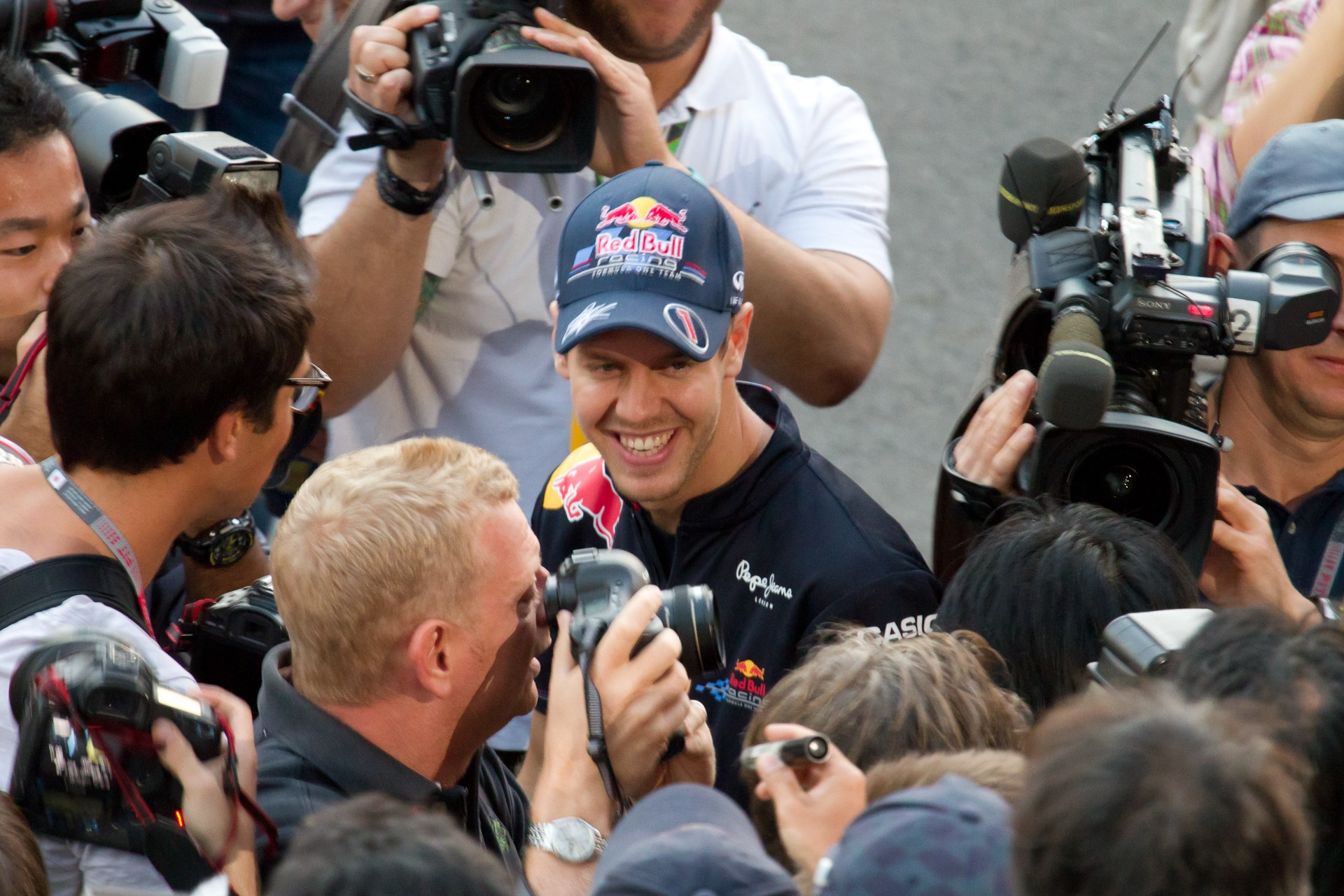
Sebastian Vettel dans le paddock de Suzuka.

Le soleil brille toujours dans le ciel de Suzuka à quelques minutes du début de la séance qualificative du Grand Prix du Japon. La température ambiante est de 23 °C et celle de la piste de 37 °C.
Les pilotes s'élancent très vite en piste et Vitaly Petrov prend la tête du classement en 1 min 34 s 045. Ce temps est rapidement amélioré par Sebastian Vettel (1 min 33 s 051), Jenson Button (1 min 33 s 018), Fernando Alonso (1 min 32 s 817), Adrian Sutil (1 min 32 s 761 réalisés en pneus tendres) et Kamui Kobayashi 1 min 32 s 626, qui fixe le minimum qualificatif avec ces mêmes pneus tendres,,.
À l'arrière, Nico Rosberg, victime de soucis techniques, ne parvient pas à réaliser de tour lancé, tout comme Vitantonio Liuzzi : les deux pilotes ne sont pas qualifiés pour la course. Daniel Ricciardo, Jérôme d'Ambrosio, Timo Glock, Jarno Trulli et Heikki Kovalainen sont éliminés à l'issue de cette première phase de qualification,,.

#### Session Q2

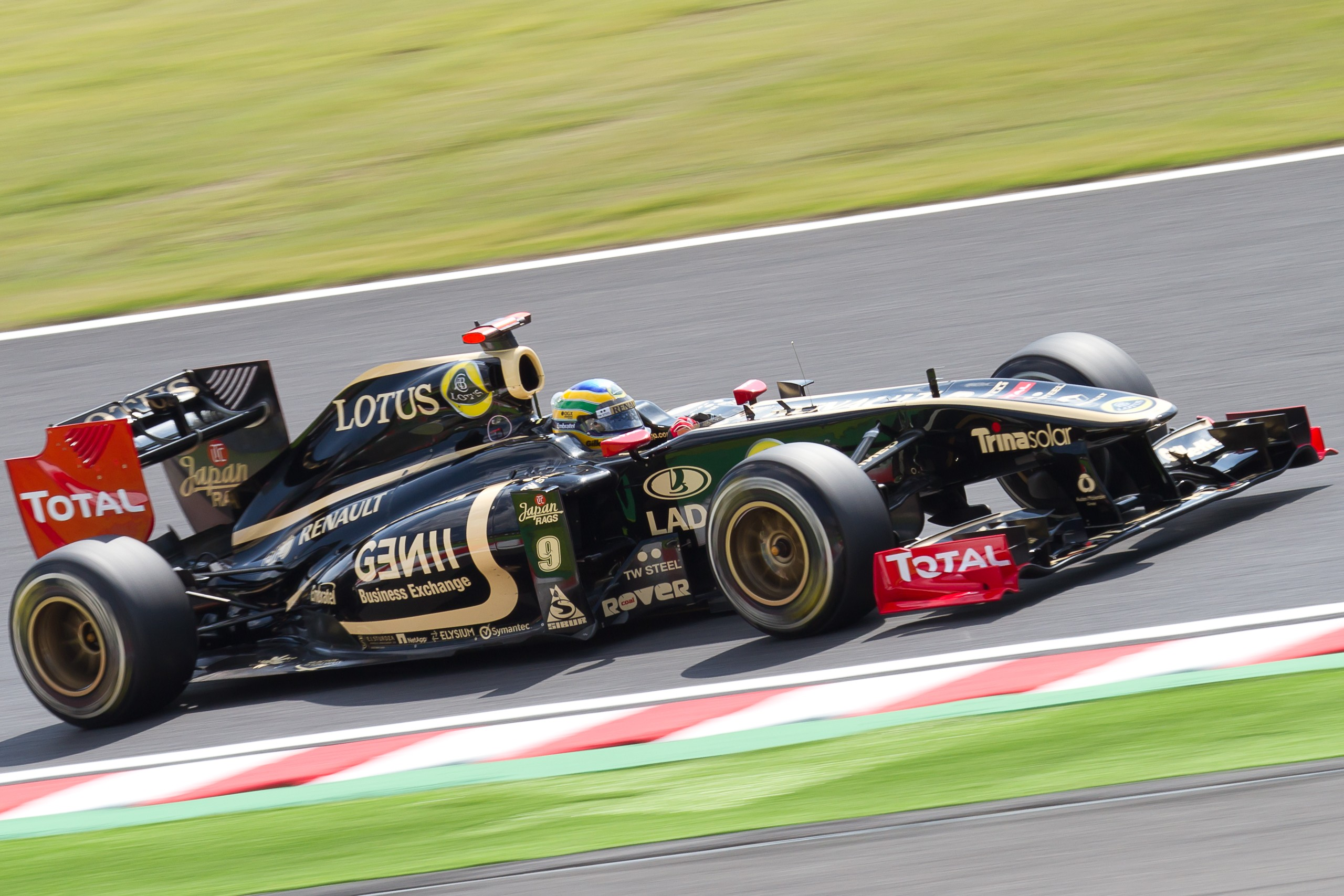
Bruno Senna en piste à Suzuka.

Parmi les dix-sept pilotes qualifiés pour cette session, Adrian Sutil et Kamui Kobayashi ont déjà utilisé un train de pneus tendres en Q1. Il s'avère que ces pneumatiques sont cruciaux pour établir un temps qualificatif mais ils se dégradent si vite qu'ils ne permettent de réaliser qu'un seul tour lancé.
Adrian Sutil signe le premier temps de référence en 1 min 34 s 384, temps amélioré par Sebastian Vettel (1 min 31 s 424) et Lewis Hamilton en 1 min 31 s 139,.
Dans les dernières minutes de la session, les pilotes en tête de classement comme Hamilton, Vettel, Jenson Button, Mark Webber, Fernando Alonso, Felipe Massa et Michael Schumacher font le pari de rester dans leur stand sans tenter d'améliorer leur unique tour lancé. Les deux pilotes Scuderia Toro Rosso, Sébastien Buemi et Jaime Alguersuari restent aussi dans leur stand alors que leur situation est beaucoup plus risquée puisqu'ils ne sont que neuvième et dixième : le pari est perdu pour les deux coéquipiers, éliminés de même que Sergio Pérez, Pastor Maldonado, Rubens Barrichello, Adrian Sutil et Paul di Resta,,.

#### Session Q3
Les dix pilotes engagés pour la session Q3 n'adoptent pas tous la même stratégie. Kamui Kobayashi, qui n'a aucun espoir d'améliorer sa position, remonte en piste en pneus durs pour économiser un train de tendres pour la course tandis que Vitaly Petrov et Bruno Senna restent dans les stands, sans tourner,,.
Felipe Massa prend la tête du classement en 1 min 31 s 287 mais est très vite devancé par Jenson Button en 1 min 30 s 736. Lewis Hamilton améliore en 1 min 30 s 617 et finalement Sebastian Vettel établit la pole position en 1 min 30 s 466 en devançant Button de seulement 9 millièmes de seconde. Seuls six pilotes ont établi un tour chronométré lors de cette session,,.

### Grille de départ
| Pos.                                                                                      | Pilote                  | Écurie               | Qualifications 1 | Qualifications 2 | Qualifications 3 |
| ----------------------------------------------------------------------------------------- | ----------------------- | -------------------- | ---------------- | ---------------- | ---------------- |
| 1                                                                                         | Sebastian Vettel SREC   | Red Bull-Renault     | 1 min 33 s 051   | 1 min 31 s 424   | 1 min 30 s 466   |
| 2                                                                                         | Jenson Button SREC      | McLaren-Mercedes     | 1 min 32 s 947   | 1 min 31 s 434   | 1 min 30 s 475   |
| 3                                                                                         | Lewis Hamilton SREC     | McLaren-Mercedes     | 1 min 32 s 843   | 1 min 31 s 139   | 1 min 30 s 617   |
| 4                                                                                         | Felipe Massa SREC       | Ferrari              | 1 min 33 s 235   | 1 min 31 s 909   | 1 min 30 s 904   |
| 5                                                                                         | Fernando Alonso SREC    | Ferrari              | 1 min 32 s 817   | 1 min 31 s 612   | 1 min 30 s 886   |
| 6                                                                                         | Mark Webber SREC        | Red Bull-Renault     | 1 min 33 s 135   | 1 min 31 s 576   | 1 min 31 s 156   |
| 7                                                                                         | Kamui Kobayashi SREC    | Sauber-Ferrari       | 1 min 32 s 626   | 1 min 32 s 380   | Pas de temps     |
| 8                                                                                         | Michael Schumacher SREC | Mercedes             | 1 min 33 s 748   | 1 min 32 s 116   | Pas de temps     |
| 9                                                                                         | Bruno Senna SREC        | Renault              | 1 min 33 s 359   | 1 min 32 s 297   | Pas de temps     |
| 10                                                                                        | Vitaly Petrov SREC      | Renault              | 1 min 32 s 877   | 1 min 32 s 245   | Pas de temps     |
| 11                                                                                        | Adrian Sutil SREC       | Force India-Mercedes | 1 min 32 s 761   | 1 min 32 s 463   |                  |
| 12                                                                                        | Paul di Resta SREC      | Force India-Mercedes | 1 min 33 s 499   | 1 min 32 s 746   |                  |
| 13                                                                                        | Rubens Barrichello SREC | Williams-Cosworth    | 1 min 33 s 921   | 1 min 33 s 079   |                  |
| 14                                                                                        | Pastor Maldonado SREC   | Williams-Cosworth    | 1 min 33 s 781   | 1 min 33 s 224   |                  |
| 15                                                                                        | Sébastien Buemi SREC    | Toro Rosso-Ferrari   | 1 min 33 s 064   | 1 min 33 s 227   |                  |
| 16                                                                                        | Jaime Alguersuari SREC  | Toro Rosso-Ferrari   | 1 min 35 s 111   | 1 min 33 s 427   |                  |
| 17                                                                                        | Sergio Pérez SREC       | Sauber-Ferrari       | 1 min 34 s 704   | Pas de temps     |                  |
| 18                                                                                        | Heikki Kovalainen       | Team Lotus-Renault   | 1 min 35 s 454   |                  |                  |
| 19                                                                                        | Jarno Trulli            | Team Lotus-Renault   | 1 min 35 s 514   |                  |                  |
| 20                                                                                        | Jérôme d'Ambrosio       | Virgin-Cosworth      | 1 min 36 s 439   |                  |                  |
| 21                                                                                        | Timo Glock              | Virgin-Cosworth      | 1 min 36 s 507   |                  |                  |
| 22                                                                                        | Daniel Ricciardo        | HRT-Cosworth         | 1 min 37 s 846   |                  |                  |
| Temps minimal à réaliser pour la qualification : 1 min 39 s 109 (107 % de 1 min 32 s 626) |                         |                      |                  |                  |                  |
| 23                                                                                        | Nico Rosberg SREC       | Mercedes             | Pas de temps     |                  |                  |
| 24                                                                                        | Vitantonio Liuzzi       | HRT-Cosworth         | Pas de temps     |                  |                  |

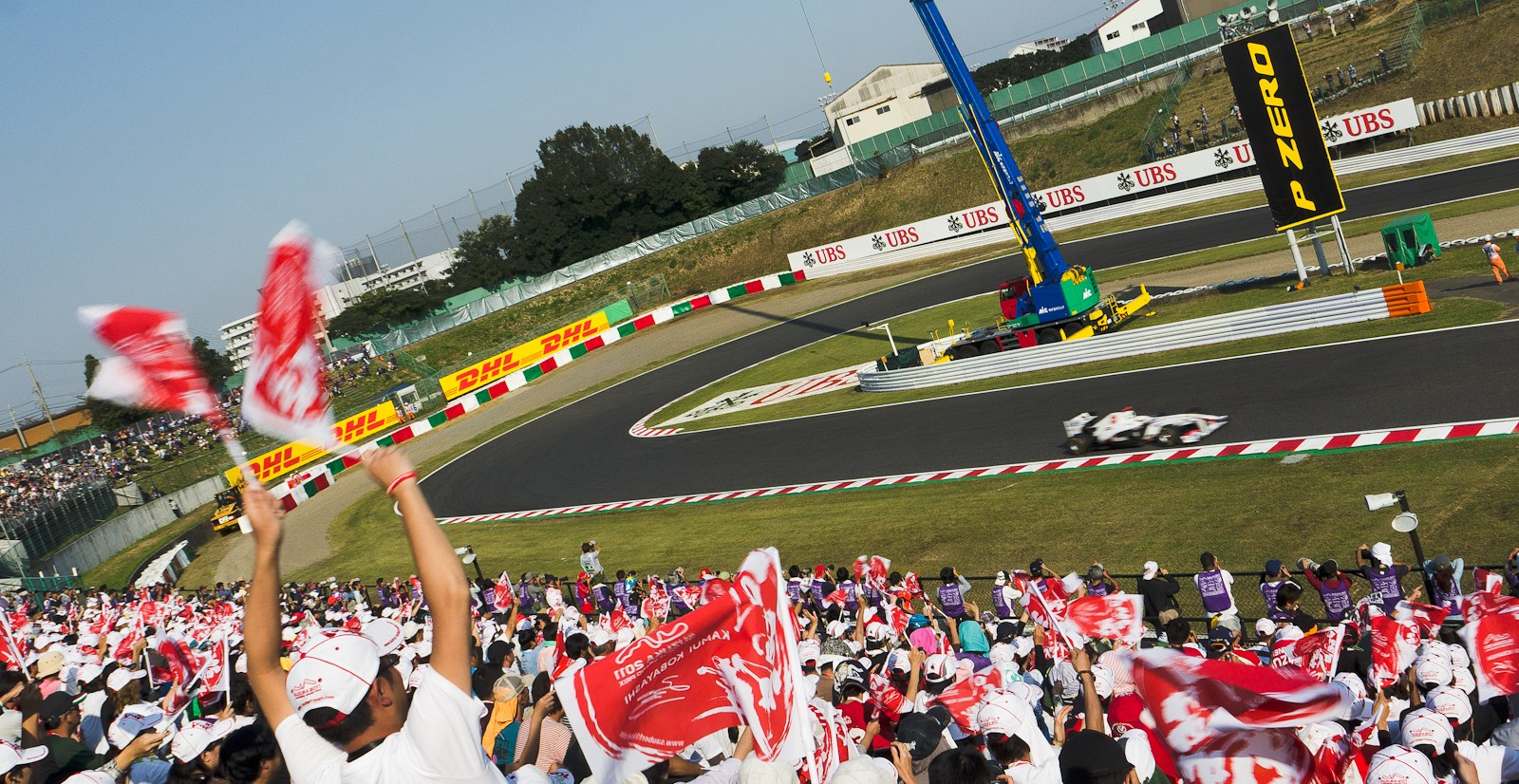
La tribune des supporters de Kamui Kobayashi se lève à son passage sur la piste.

- Nico Rosberg et Vitantonio Liuzzi n'ont pas eu la possibilité de boucler un tour chronométré et de s'assurer une place sur la grille de départ du Grand Prix du Japon. Toutefois, les commissaires de course ont décidé de les repêcher et, leur permettant ainsi de prendre le départ. Rosberg explique que sa Mercedes a souffert d'un problème hydraulique : « Nous avons essayé de le réparer à temps pour me permettre de faire un tour mais les systèmes hydrauliques sont assez compliqués et nous avons manqué de temps. » Liuzzi a lui aussi eu des soucis mécaniques, qui confirme la tendance du week-end de l'Italien : il accumule les ennuis depuis le début des essais libres et n'a que très peu roulé[20].
- Kamui Kobayashi s'élancera finalement de la septième place sur la grille de départ de son Grand Prix national, après avoir été remonté de trois places par les commissaires de la FIA. Le système de chronométrage avait placé le pilote japonais à la dixième place à l'issue des qualifications, Kobayashi n'ayant pas signé de tour rapide en session Q3, comme Michael Schumacher et les deux pilotes Lotus Renault GP. Toutefois, le système informatique n'a pas tenu compte du fait que Kobayashi entamait un tour rapide avorté, à l'inverse des trois autres pilotes. Comme la réglementation donne la priorité sur la grille aux pilotes entrés dans un tour rapide, le Japonais s'élancera donc de la septième place dimanche. Paradoxalement, il s'agit de la meilleure qualification de sa carrière bien qu'il n'ait signé aucun temps. Michael Schumacher partira de la huitième place devant Bruno Senna et Vitaly Petrov dont la position sur la grille a été attribuée en fonction du numéro de leur monoplace[21],[22],[23].

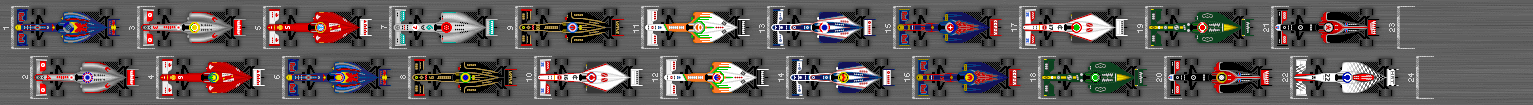
La grille de qualification du Grand Prix du Japon 2011.

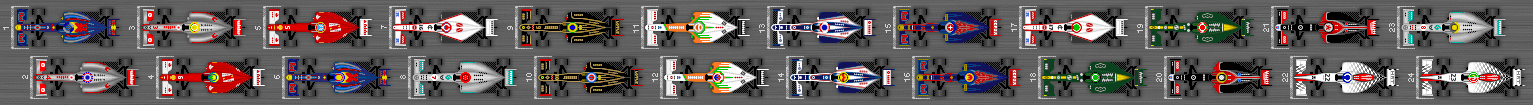
La grille de départ du Grand Prix du Japon 2011.

## Course

### Déroulement de l'épreuve

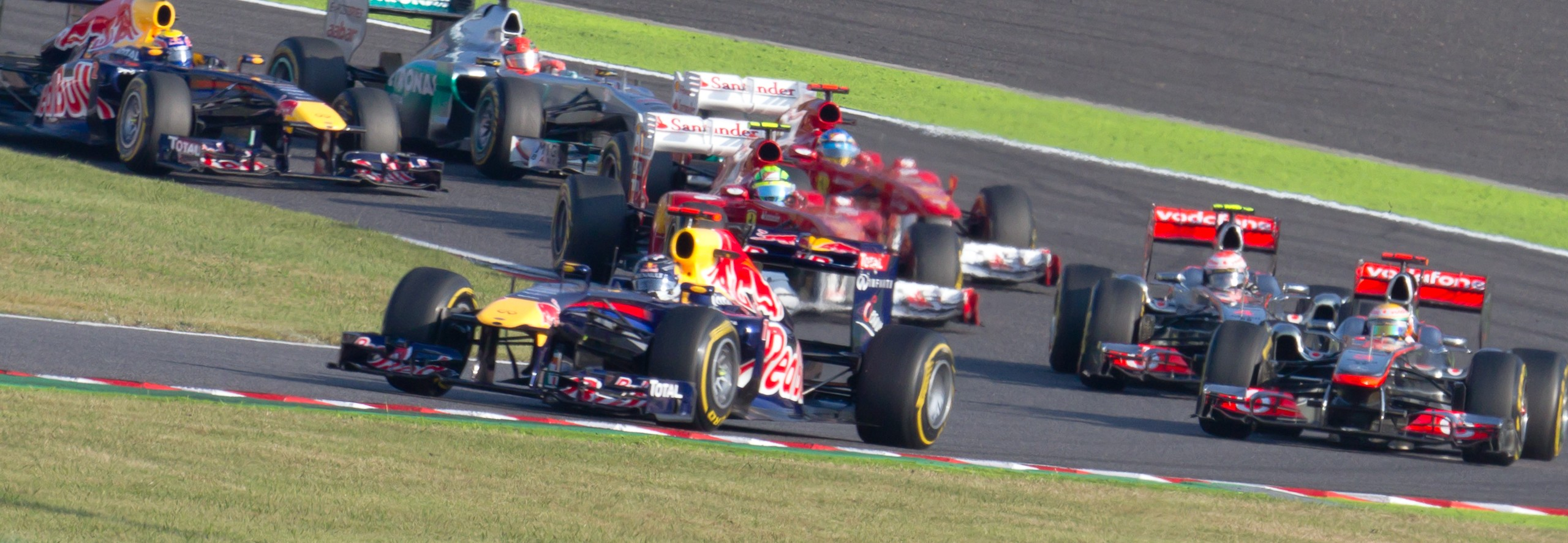
Le tour de mise en grille à Suzuka.

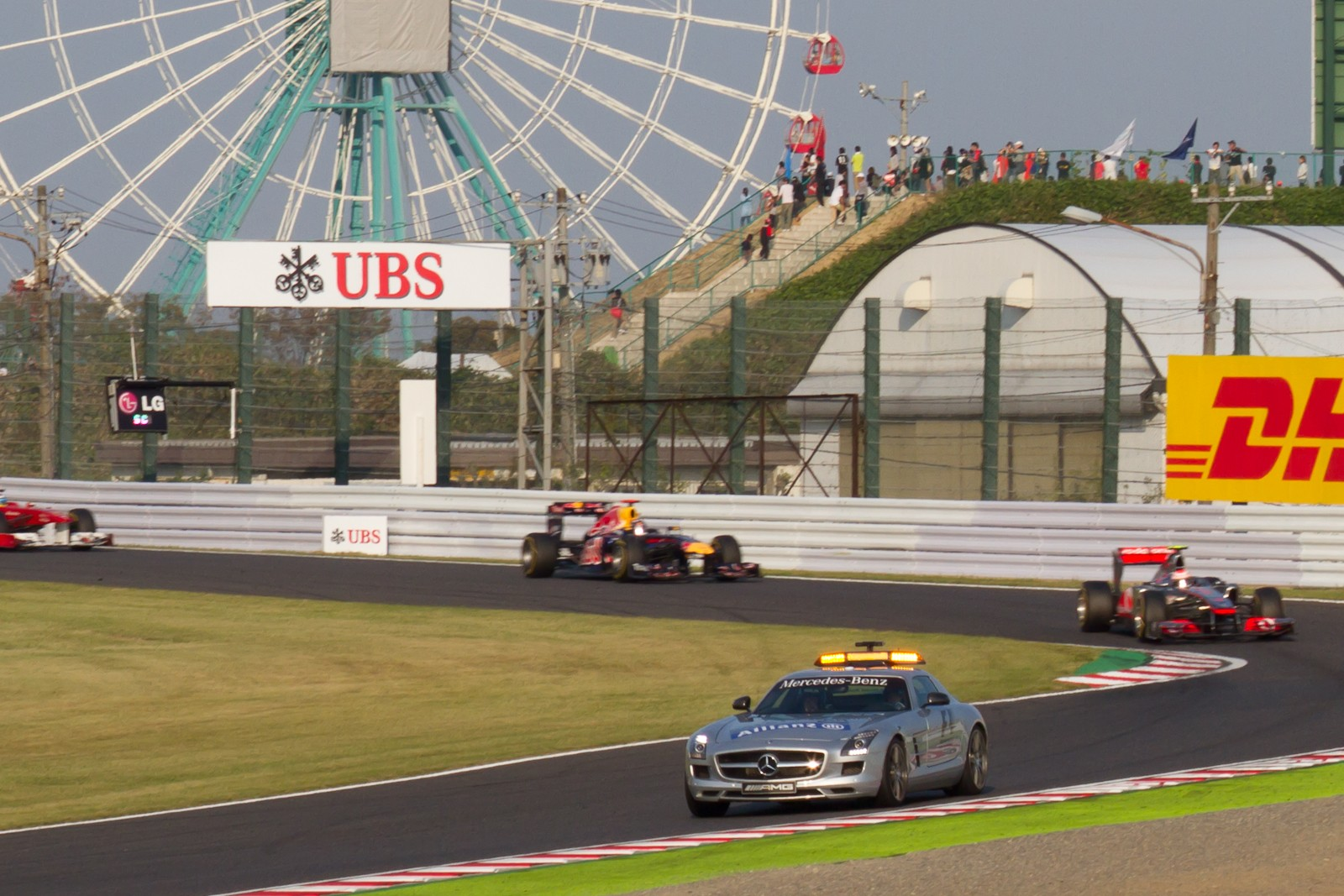
Jenson Button et Sebastian Vettel derrière la voiture de sécurité.

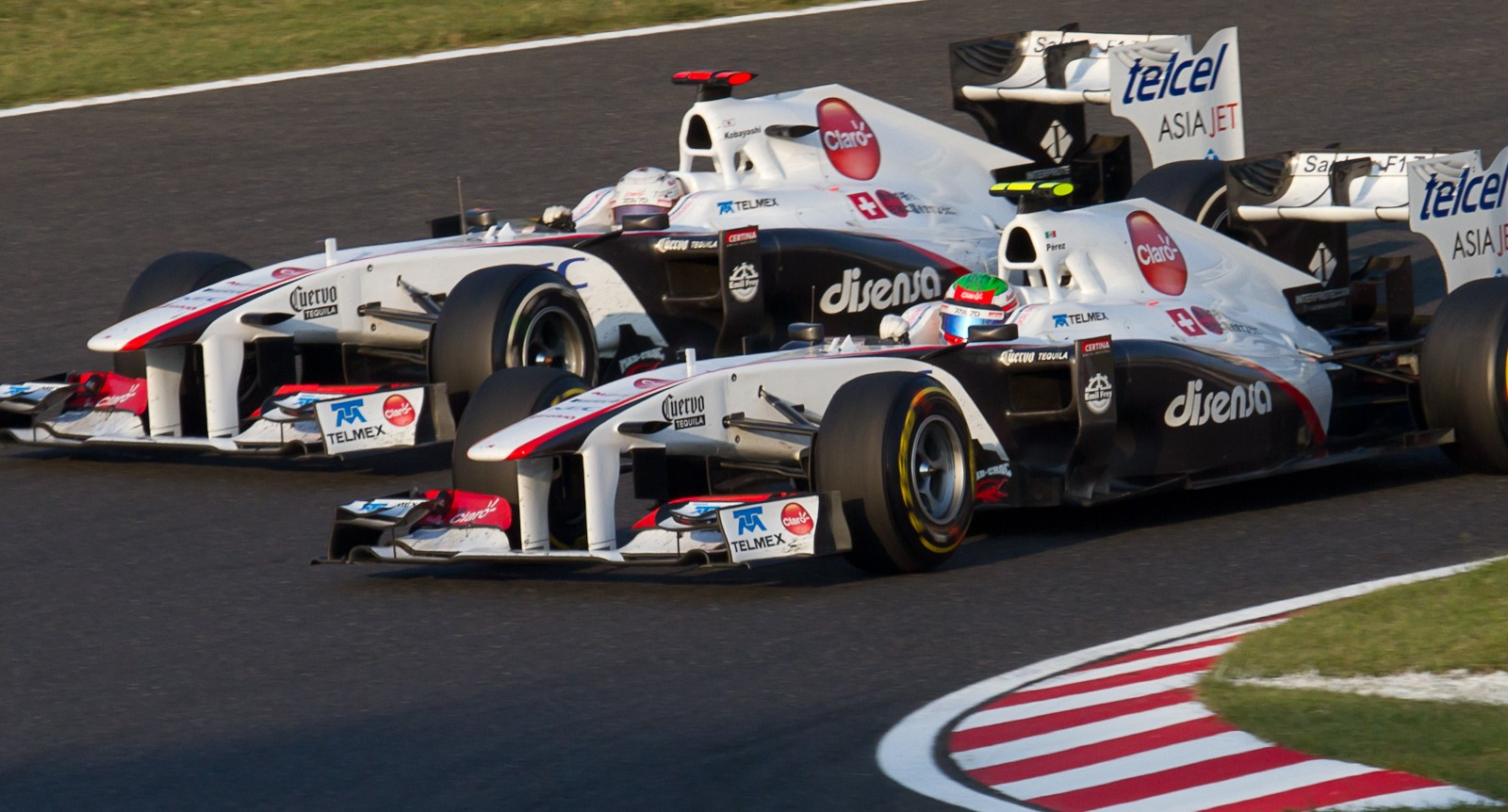
Sergio Pérez double son coéquipier Kamui Kobayashi.

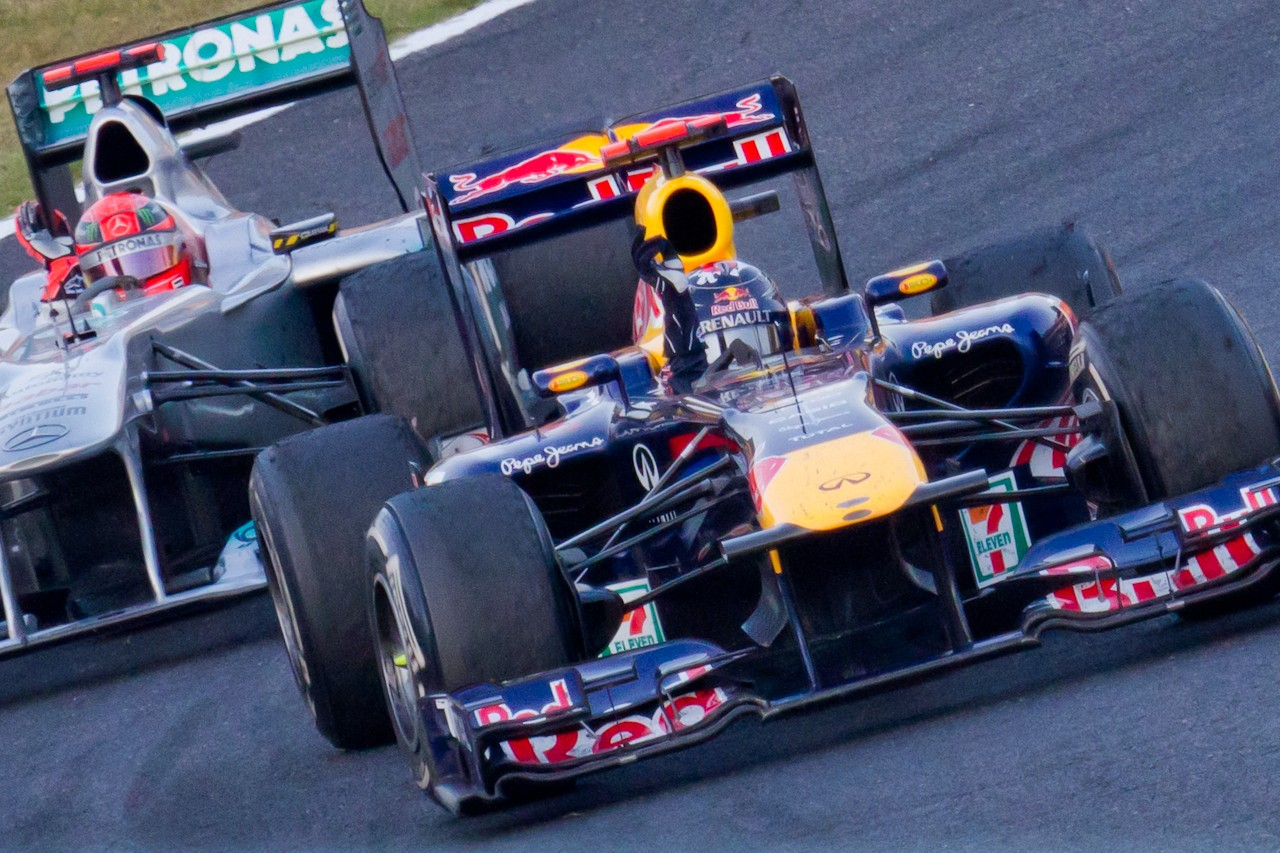
Sebastian Vettel célèbre son nouveau titre de champion du monde.

La température ambiante est de 24 °C et la piste est à 35 °C, sous un franc soleil, au départ du Grand Prix du Japon où Sebastian Vettel peut décrocher son deuxième titre mondial s'il marque un point. À l'extinction des feux, Jenson Button prend un excellent départ mais est tassé par Vettel, en pole position, qui s'engouffre en tête dans le premier virage devant Lewis Hamilton et Button. Le geste de Vettel est immédiatement mis sous investigation par les commissaires de course qui n'infligent finalement aucune pénalité. Au premier passage sur la ligne, Vettel devance Hamilton, Button, Felipe Massa, Fernando Alonso, Mark Webber, Michael Schumacher, Paul di Resta, Adrian Sutil, Vitaly Petrov, Sébastien Buemi et Kamui Kobayashi.
Au septième passage, Vettel possède 4 secondes d’avance sur Hamilton, 5 s sur Button, 7 s sur Alonso, 9 s sur Massa et 10 s sur Webber. Jenson Button dépasse alors son coéquipier Hamilton qui décide de rentrer immédiatement changer ses pneus. Sutil rentre au stand dans le même tour, Vettel et Schumacher au tour suivant, Button, Alonso, Webber, di Resta, Kobayashi, Heikki Kovalainen au dixième, Massa, Buemi, Jarno Trulli, Daniel Ricciardo au onzième, Rubens Barrichello, Nico Rosberg et Timo Glock au douzième, Jérôme d'Ambrosio au treizième. Juste après son arrêt, Sébastien Buemi abandonne à cause d’un écrou de roue mal fixé.
Au quinzième passage sur la ligne, Vettel devance Button de 3 secondes, Alonso est à 5 secondes, Hamilton à 7 s, Massa à 8 s ; suivent Webber, Schumacher, Petrov, Perez et Sutil. Bruno Senna change ses pneus au quinzième tour, Pastor Maldonado au suivant, Jaime Alguersuari au dix-septième tour et Petrov au dix-huitième. Les deux pilotes Red Bull Racing Vettel et Webber repassent par leur stand au dix-neuvième tour, Sergio Pérez et Button font de même au tour suivant et le Britannique reprend la piste en tête de la course.
Alonso et Hamilton s'arrêtent au vingt-et-unième tour et, peu après, Lewis Hamilton et Felipe Massa s'accrochent : la monoplace du Brésilien perd un bout d'aileron dans ce contact et l'incident est mis sous investigation des commissaires de course. Massa s'arrête au vingt-deuxième tour pour faire réparer sa monoplace alors que Vettel, revenu à moins d'une seconde de Button, peut actionner son aileron mobile dans la ligne droite des stands. Il en est empêché par la voiture de sécurité qui entre alors en piste pour permettre l'évacuation des débris de la Ferrari de Massa. Schumacher, di Resta, Kobayashi, Barrichello, Rosberg, Trulli et Vitantonio Liuzzi profitent de la neutralisation pour changer leurs pneus,.
Au vingt-cinquième passage, derrière la voiture de sécurité, Button précède Vettel, Alonso, Webber, Massa, Hamilton, Schumacher, Petrov, Pérez, di Resta, Sutil, Rosberg, Kobayashi, Barrichello, Alguersuari, Senna et Maldonado. La course est relancée à l'entame du vingt-huitième tour et Jenson Button prend immédiatement le large : trois tours plus tard il compte plus de 2 secondes d'avance sur Vettel et près de 5 secondes sur Alonso. Vettel change ses pneus au trente-troisième tour, Webber au suivant, Hamilton, di Resta et Senna au trente-cinquième, Button et Massa au trente-sixième, Alonso, Pérez, Sutil, Barrichello et Kovalainen au trente-septième. Pendant ces arrêts au stand, Michael Schumacher mène la course jusqu'à l'entame du quarante-et-unième tour où il s'arrête à son tour, laissant la tête à Jenson Button, devant Alonso et Vettel, roues dans roues,
Au quarante-troisième tour, Button mène devant Alonso et Vettel à 5 secondes, Webber à 11 s, Hamilton à 19 s, Schumacher à 20 s ; suivent Massa, Pérez, Kobayashi et di Resta. En fin de course, Alonso revient fort sur Button tandis que Vettel, qui n'a besoin que d'un point pour devenir champion du monde, semble se contenter de sa troisième place. Mark Webber, son équipier, reçoit la consigne de ne pas trop revenir sur Vettel pour ne pas le perturber. Jenson Button réagit à la hausse de rythme d'Alonso en signant le meilleur tour en course peu avant de remporter l'épreuve. Fernando Alonso termine deuxième devant Vettel qui remporte son deuxième titre mondial consécutif. Suivent pour les points Webber, Hamilton, Schumacher, Massa, Pérez, Petrov et Rosberg,.

### Classement de la course
| Pos. | no | Pilote                  | Écurie               | Tours | Temps/Abandon                      | Grille | Points |
| ---- | -- | ----------------------- | -------------------- | ----- | ---------------------------------- | ------ | ------ |
| 1    | 4  | Jenson Button SREC      | McLaren-Mercedes     | 53    | 1 h 30 min 53 s 427 (202,972 km/h) | 2      | 25     |
| 2    | 5  | Fernando Alonso SREC    | Ferrari              | 53    | + 1 s 160                          | 5      | 18     |
| 3    | 1  | Sebastian Vettel SREC   | Red Bull-Renault     | 53    | + 2 s 006                          | 1      | 15     |
| 4    | 2  | Mark Webber SREC        | Red Bull-Renault     | 53    | + 8 s 071                          | 6      | 12     |
| 5    | 3  | Lewis Hamilton SREC     | McLaren-Mercedes     | 53    | + 24 s 268                         | 3      | 10     |
| 6    | 7  | Michael Schumacher SREC | Mercedes             | 53    | + 27 s 120                         | 8      | 8      |
| 7    | 6  | Felipe Massa SREC       | Ferrari              | 53    | + 28 s 240                         | 4      | 6      |
| 8    | 17 | Sergio Pérez SREC       | Sauber-Ferrari       | 53    | + 39 s 377                         | 17     | 4      |
| 9    | 10 | Vitaly Petrov SREC      | Renault              | 53    | + 42 s 607                         | 10     | 2      |
| 10   | 8  | Nico Rosberg SREC       | Mercedes             | 53    | + 44 s 322                         | 23     | 1      |
| 11   | 14 | Adrian Sutil SREC       | Force India-Mercedes | 53    | + 54 s 447                         | 11     |        |
| 12   | 15 | Paul di Resta SREC      | Force India-Mercedes | 53    | + 1 min 02 s 326                   | 12     |        |
| 13   | 16 | Kamui Kobayashi SREC    | Sauber-Ferrari       | 53    | + 1 min 03 s 705                   | 7      |        |
| 14   | 12 | Pastor Maldonado SREC   | Williams-Cosworth    | 53    | + 1 min 04 s 194                   | 14     |        |
| 15   | 19 | Jaime Alguersuari SREC  | Toro Rosso-Ferrari   | 53    | + 1 min 06 s 623                   | 16     |        |
| 16   | 9  | Bruno Senna SREC        | Renault              | 53    | + 1 min 12 s 628                   | 9      |        |
| 17   | 11 | Rubens Barrichello SREC | Williams-Cosworth    | 53    | + 1 min 14 s 191                   | 13     |        |
| 18   | 20 | Heikki Kovalainen       | Lotus-Renault        | 53    | + 1 min 27 s 824                   | 18     |        |
| 19   | 21 | Jarno Trulli            | Lotus-Renault        | 53    | + 1 min 36 s 140                   | 19     |        |
| 20   | 24 | Timo Glock              | Virgin-Cosworth      | 51    | + 2 tours                          | 21     |        |
| 21   | 25 | Jérôme d'Ambrosio       | Virgin-Cosworth      | 51    | + 2 tours                          | 20     |        |
| 22   | 22 | Daniel Ricciardo        | HRT-Cosworth         | 51    | + 2 tours                          | 22     |        |
| 23   | 23 | Vitantonio Liuzzi       | HRT-Cosworth         | 50    | + 3 tours                          | 24     |        |
| Abd. | 18 | Sébastien Buemi SREC    | Toro Rosso-Ferrari   | 11    | Écrou de roue                      | 15     |        |

### Pole position et record du tour
Sebastian Vettel signe la vingt-septième pole position de sa carrière, sa troisième sur le tracé de Suzuka et sa douzième de la saison. Jenson Button réalise le sixième meilleur tour en course de sa carrière, son premier sur ce circuit et son troisième de la saison.
- Pole position :  Sebastian Vettel (Red Bull-Renault) en 1 min 30 s 466 (231,083 km/h)[27]
- Meilleur tour en course :  Jenson Button (McLaren-Mercedes) en 1 min 36 s 568 (216,482 km/h) au cinquante-deuxième tour[28].

### Tours en tête
- Sebastian Vettel : 16 tours (1 - 9 / 12 - 18)[29]
- Jenson Button : 30 tours (10 / 19 - 20 / 23 - 36 / 41 - 53)
- Felipe Massa : 2 tours (11 / 22)
- Fernando Alonso : 2 tours (21 / 37)
- Michael Schumacher : 3 tours (38 - 40)

## Classements généraux à l'issue de la course
| Pos.     | Pilote             | Écurie               | Points |
| -------- | ------------------ | -------------------- | ------ |
| Champion | Sebastian Vettel   | Red Bull-Renault     | 324    |
| 2        | Jenson Button      | McLaren-Mercedes     | 210    |
| 3        | Fernando Alonso    | Ferrari              | 202    |
| 4        | Mark Webber        | Red Bull-Renault     | 194    |
| 5        | Lewis Hamilton     | McLaren-Mercedes     | 178    |
| 6        | Felipe Massa       | Ferrari              | 90     |
| 7        | Nico Rosberg       | Mercedes             | 63     |
| 8        | Michael Schumacher | Mercedes             | 60     |
| 9        | Vitaly Petrov      | Renault              | 36     |
| 10       | Nick Heidfeld      | Renault              | 34     |
| 11       | Adrian Sutil       | Force India-Mercedes | 28     |
| 12       | Kamui Kobayashi    | Sauber-Ferrari       | 27     |
| 13       | Paul di Resta      | Force India-Mercedes | 20     |
| 14       | Jaime Alguersuari  | Toro Rosso-Ferrari   | 16     |
| 15       | Sergio Pérez       | Sauber-Ferrari       | 13     |
| 16       | Sébastien Buemi    | Toro Rosso-Ferrari   | 13     |
| 17       | Rubens Barrichello | Williams-Cosworth    | 4      |
| 18       | Bruno Senna        | Renault              | 2      |
| 19       | Pastor Maldonado   | Williams-Cosworth    | 1      |

| Pos. | Écurie                      | Points |
| ---- | --------------------------- | ------ |
| 1    | Red Bull Racing-Renault     | 518    |
| 2    | McLaren-Mercedes            | 388    |
| 3    | Scuderia Ferrari            | 292    |
| 4    | Mercedes Grand Prix         | 123    |
| 5    | Renault F1 Team             | 72     |
| 6    | Force India-Mercedes        | 48     |
| 7    | Sauber-Ferrari              | 40     |
| 8    | Scuderia Toro Rosso-Ferrari | 29     |
| 9    | Williams-Cosworth           | 5      |

## Statistiques
Le Grand Prix du Japon 2011 représente :
- la 27e pole position de sa carrière pour Sebastian Vettel[32] ;
- la 12e victoire de sa carrière pour Jenson Button[33] ;
- la 174e victoire pour McLaren Racing en tant que constructeur[34] ;
- la 87e victoire pour Mercedes-Benz en tant que motoriste[35].

Au cours de ce Grand Prix :
- Michael Schumacher passe la barre des 1 500 points inscrits en championnat du monde (1 501 points). Il est le seul pilote à avoir inscrit plus de 1 500 points en Formule 1[36] ;
- Sebastian Vettel passe la barre des 700 points inscrits en championnat du monde (705 points)[37] ;
- Mark Webber passe la barre des 600 points inscrits en championnat du monde (605,5 points)[38] ;
- Sebastian Vettel devient, à 24 ans et 98 jours, le plus jeune double champion du monde de l'histoire de la Formule 1[39].
- Sebastian Vettel, en inscrivant à l'issue de la course 349 points sur 400 possibles, établit un nouveau record du taux de réussite en course avec 87,25 %. Il bat désormais Michael Schumacher qui avait, en 2002, établit un score de 84,71 %[40] ;
- Sebastian Vettel bat le record du nombre de kilomètres en tête au cours d'une saison avec 3 368 kilomètres en tête. Le précédent record était détenu par Michael Schumacher avec 3 357 en 2004[40].